# ستيف كيوزاك
ستيف كيوزاك (بالإنجليزية: Stephen Cusack)‏ هو لاعب كرة قاعدة أمريكي، ولد في 27 سبتمبر 1876 في شيكاغو في الولايات المتحدة، وتوفي في 16 يونيو 1952.